# Zona di frattura

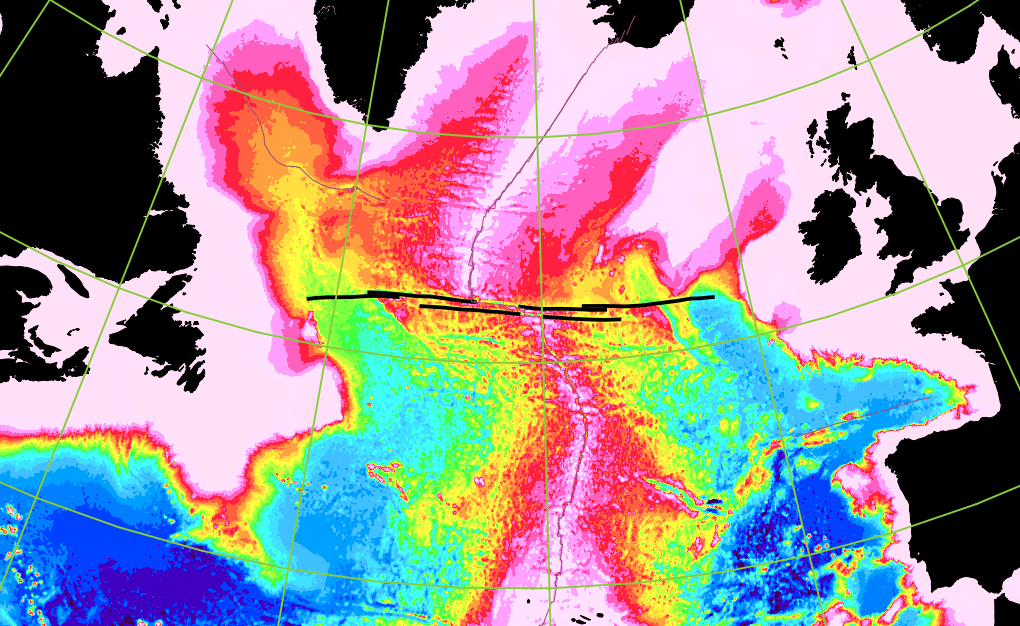
Nella mappa batimetrica è possibile vedere l'intera estensione della zona di frattura di Charlie-Gibbs.

Una zona di frattura è una formazione oceanica lineare che spesso si estende per centinaia o addirittura migliaia di chilometri, risultante dall'azione di espansione del fondale marino da parte delle dorsali oceaniche e dei loro segmenti, sono quindi una formazione prevista dalla teoria della tettonica delle placche.
Le placche litosferiche poste sui due lati di una faglia trasforme si muovono in direzioni opposte, dando quindi luogo ad uno scorrimento laterale. Le zone di frattura si estendono oltre le estremità delle faglie trasformi, oltre le assi dei segmenti di dorsali che delimitano la faglia.
Sismicamente inattive, poiché da entrambi i loro lati i segmenti di placca si muovono nella stessa direzione, le zone di frattura mostrano le prove della passata attività della faglia trasforme e delle dorsali, in primo luogo evidenti nelle differenti età della crosta presente sui lati opposti della zona.
Nella letteratura specializzata, molte faglie trasformi allineate con zone di frattura sono spesso chiamate "zona di frattura" sebbene, tecnicamente, esse non lo siano.

## Struttura e formazione

Nello schema è rappresentata la struttura di due segmenti di dorsale e della faglia trasforme che si è formata tra loro e che ha portato alla formazione delle zone di frattura sui due lati della dorsale.

Le dorsali oceaniche sono margini divergenti di placche tettoniche. Poiché il movimento delle placche poste su entrambi i lati della dorsale non è omogeneo, la dorsale si segmenta e, nel tempo, tra due segmenti di dorsale adiacenti si forma una faglia trasforme. Tale faglia a sua volta crea delle fratture, le zone di frattura, nel fondale marino che possono estendersi per centinaia di chilometri oltre i limiti della segnati dalle assi dei due segmenti di dorsale.
Le zone di frattura e le faglie trasformi sono quindi formazioni diversi. Le faglie trasformi sono infatti margini di placca e ciò significa che sui due lati della faglia si trovano placche diverse, al contrario, la crosta presente sui due lati di una zona di frattura appartiene alla stessa placca.

## Importanza geologica
Poiché molte aree del fondale oceanico, in special modo nell'Oceano Atlantico, sono attualmente inattive, può essere difficile determinare i movimenti effettuati in passato dalle placche tettoniche della regione. L'importanza delle zone di frattura risiede proprio nel fatto che, studiandole, è possibile determinare sia la direzione che la velocità di tali movimenti. Per determinare questi due parametri di solito si osserva lo schema di magnetismo a strisce (in inglese magnetic striping) dei fondali (un risultato delle inversioni del campo magnetico terrestre negli anni) misurando poi la dislocazione tra le varie strisce. Allo stesso modo, è possibile analizzare le età del fondale marino sui due lati di una zona di frattura, misurando poi quanto due sezioni della stessa età siano distanti tra loro e risalendo di conseguenza alla velocità e alla direzione del movimento delle varie sezioni della placca.

## Esempi di zone di frattura

### Zona di frattura Charlie-Gibbs
La zona di frattura Charlie-Gibbs è costituita da due zone di frattura nella regione settentrionale dell'Oceano Atlantico che si estendono per oltre 2000 km. Queste due formazioni dislocano due segmenti della dorsale medio atlantica per un totale di circa 350 km nella direzione est-ovest e la sezione di dorsale tra le due zone di frattura è sismicamente attiva.

### Zona di frattura di Mendocino
La zona di frattura di Mendocino si estende per più di 4000 km al largo della costa della California e, nel suo percorso, include (sebbene questo non sia il termine tecnicamente esatto) la faglia di Mendocino, un margine trasforme che separa la placca pacifica dalla placca di Gorda. Misure batimetriche hanno evidenziato che nella parte settentrionale i fondali sono da 800 a 1200 m meno profondi rispetto a quelli della parte meridionale della zona di frattura, ciò ad indicare che il fondale a nord è di formazione più recente rispetto a quello a sud. Tale ipotesi è supportata anche dalla datazione di rocce prelevate in entrambe le regioni: le rocce della regione settentrionale sono infatti risultate più giovani di 23-27 milioni di anni rispetto a quelle della regione meridionale.

### Zona di frattura Romanche

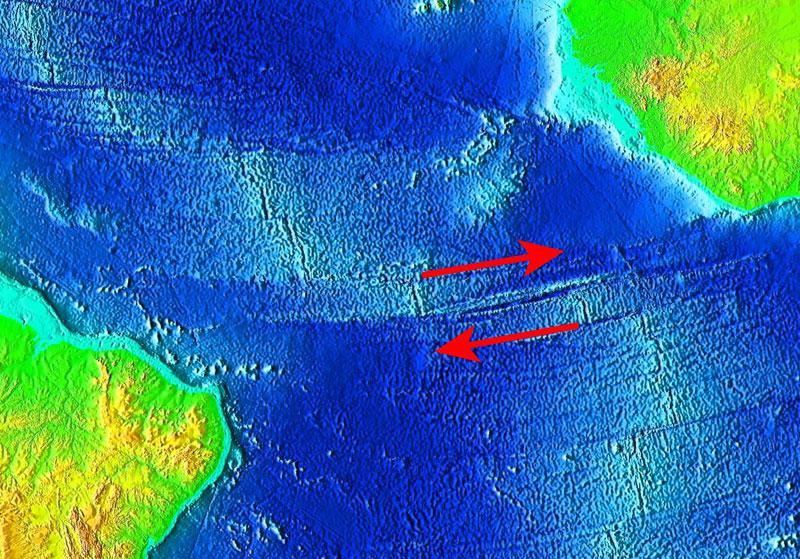
La fossa Romanche.

Conosciuta anche come fossa Romanche, sebbene tecnicamente quest'ultima sia parte di un margine trasforme di cui la zona di frattura costituisce il prolungamento, la zona di frattura di Romanche separa l'Oceano Atlantico settentrionale da quello meridionale. Spesso si indica con questo nome anche lo stesso margine trasforme che raggiunge, nel punto più basso della fossa di Romanche, i 7758 m di profondità e che separa i due segmenti della dorsale medio-atlantica di oltre 640 km.

### Zona di frattura di Sovanco
Anche in questo caso con il nome zona di frattura di Sovanco si identifica sia una zona di frattura che la faglia trasforme a scorrimento laterale destro ad essa associata, lunga 125 km, che corre tra la dorsale di Juan de Fuca e la dorsale Explorer, nella regione nordorientale dell'Oceano Pacifico.